# Горица Мојовић
Горица Мојовић (Сараорци близу Смедерева, 22. октобар 1952) српска је бивша политичарка и професорка књижевности.

## Биографија
Горица Мојовић је рођена 22. октобра 1952. године у Сараорцима, општина Смедерево у тадашњој СФРЈ (данашња Србија). Завршила је Филолошки факултет у Београду. По занимању је професорка књижевности. Бивша је посланица у Народној скупштини Републике Србије и то у два сазива од 2008. до 2012. и 2012 до 2014. године. Била је чланица Главног одбора Демократске странке као и Управног одбора Фондације др Зоран Ђинђић. Била је председница Одбора филмског фестивала „Софест“. Удата, има двоје деце. Живи у Београду. Говори руски и енглески језик.